# (15108) 2000 CT61
A (15108) 2000 CT61 a Naprendszer kisbolygóövében található aszteroida. A LINEAR projekt keretében fedezték fel 2000. február 2-án.